# KOI-5
Désignations
KOI-5 est un système d'étoiles triple de la constellation boréale du Cygne, distant d'environ ∼ 1 870 a.l. (∼ 573 pc) de la Terre. Il comprend une première paire d'étoiles, KOI-5 A et KOI-5 B, qui orbitent l'une autour de l'autre avec une période d'environ 30 ans, tandis que la troisième étoile, KOI-5 C, boucle une orbite autour de KOI-5 AB en environ 400 ans.
En 2009, le télescope spatial Kepler a détecté, par la méthode des transits, la présence d'une possible planète d'une taille de la moitié de Saturne en orbite autour de KOI-5 A. Cette planète, désignée KOI-5 Ab, était la seconde planète candidate détectée par le télescope spatial. Mais elle n'avait alors pas pu être confirmée indépendamment par d'autres instruments, qui n'étaient pas en mesure de distinguer les variations de la vitesse radiale de l'étoile qui étaient vraiment liées à la présence d'une planète, des variations qui seraient des artéfacts de mesure créés par les deux autres étoiles du système.
Puis, à partir de 2018, le télescope spatial TESS a de nouveau détecté la présence de la planète, qui a pu être confirmée ensuite par des relevés au sol effectués à l'observatoire Keck et dont les résultats ont été publiés en janvier 2021. La période orbitale de KOI-5 Ab (ou  (TOI-1241 Ab) est d'environ 5 jours.
Le plan orbital de KOI-5 Ab n'est pas aligné avec celui de l'étoile secondaire, KOI-5 B, ce qui est pourtant attendu pour des astres qui se forment au sein d'un même disque. Il est possible que KOI-5 B ait dévié la planète de son orbite initiale, la forçant à migrer plus près de KOI-5 A.